# Rezistență la insulină
Rezistența la insulină este starea în care cantități normale de insulină sunt insuficiente pentru a produce un răspuns adecvat de către celulele musculare și hepatice. Celule adipoase nu dezvolta desensibilizare pentru insulină. În această stare Insulele lui Langerhans sunt forțate sa producă mai multă insulină decât este nevoită într-un om sănătos ca să scadă glucoză din sânge. Pe deasupra o cantitate mare disproporționată ajunge în adipocite.